# Фільмографія Ірми Вітовської

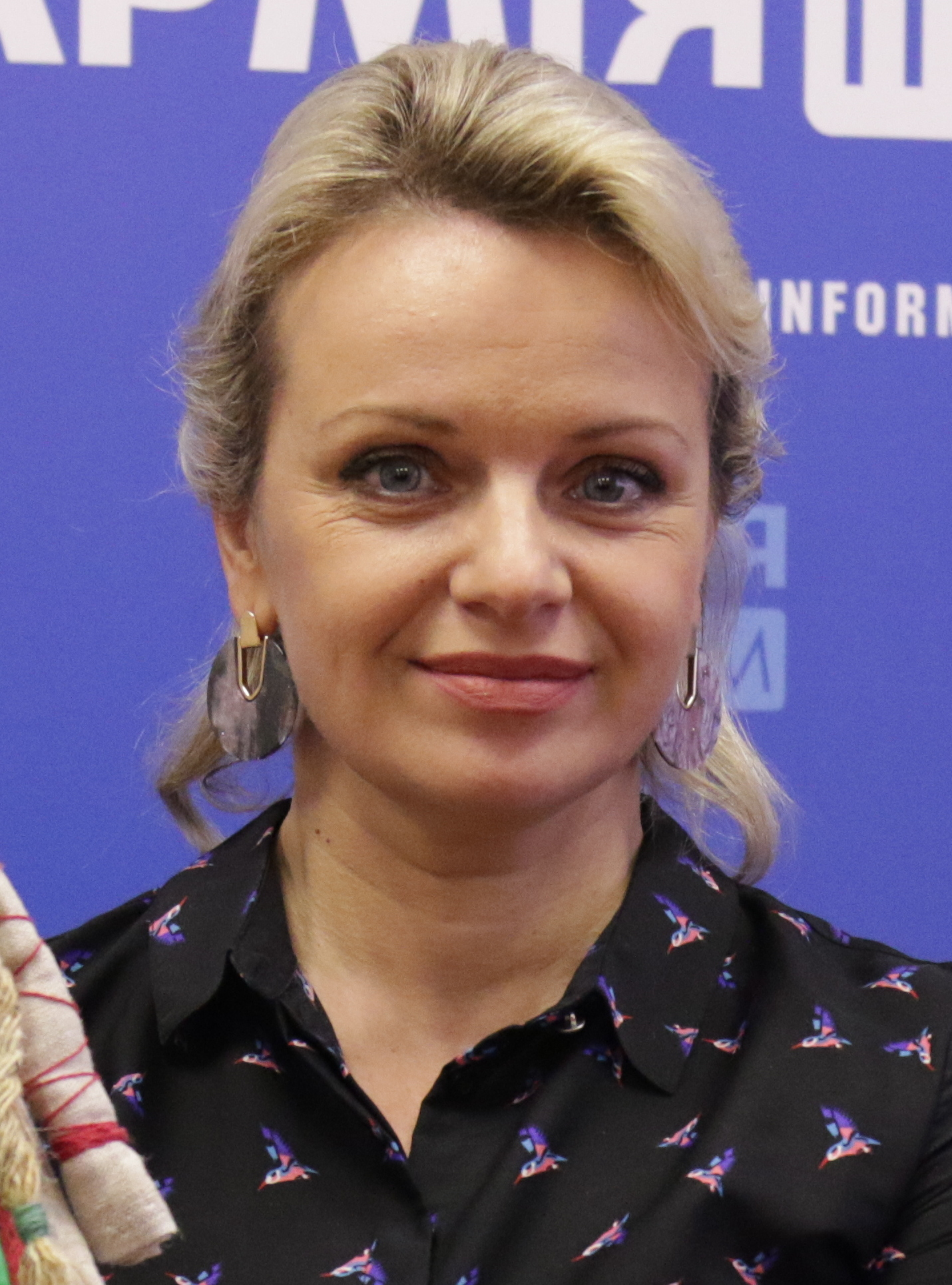
Ірма Вітовська-Ванца

Фільмографія Ірми Вітовської, української акторки театру та кіно, телеведучої, продюсерки, громадської діячки та благодійниці, включає в себе роботу в кінематографі та на телебаченні.
За свою кар'єру Ірма Вітовська отримала велику кількість нагород та номінацій.
Дворазова лавреатка національних кінопремій «Золота дзиґа» (2019, 2020) і «Кіноколо» (2018, 2019) за роль баби Прісі у фільмі «Брама» (2017) та роль Галини Ротт у стрічці «Мої думки тихі» (2019). Володарка премії «Телетріумф» (2012). Володарка «Золотого Дюку» на Одеському міжнародному кінофестивалі за найкращу акторську роботу у фільмі «Мої думки тихі» (2019). Також акторка отримала премію «Київ» їм. Івана Миколайчука за вагомий внесок у розвиток українського кіномистецтва (2020). Лауреат премії «Woman in Art» у категорії «театр та кіно» від ООН та Українського інституту МЗС.
Тривалі творчі тандеми склалися із режисерами, у фільмах яких брала участь неодноразово. Зіграла у двох проєктах Антоніо Лукіча («Мої думки тихі», 2019; «Секс, інста і ЗНО», 2020); у трьох проєктах Ігоря Забари («Дідусь моєї мрії», 2005; «Янгол-охоронець» 2006–2007; «Територія краси», 2009); чотирьох роботах Анатолія Матешко («Битви сонечок», 2006; «Акула», 2009; «Камінний гість», 2013; «Трубач», 2014); Олександра Даруги («Леся+Рома», 2005–2006; «Кольє для снігової баби», 2007; «Мільйон від Діда Мороза», 2007; «Леся+Рома. Не наїжджай на Діда Мороза!», 2008); Олександра Березаня («Леся+Рома», 2005–2006; «Кольє для снігової баби», 2007; «Мільйон від Діда Мороза», 2007; «Леся+Рома. Не наїжджай на Діда Мороза!», 2008) та 
Олесем Янчуком («Нескорений», 2000; «Залізна сотня», 2004; «Владика Андрей», 2008; «Таємний щоденник Симона Петлюри», 2018).

## Фільмографія
| Рік       |    | Назва                                  | Режисер               | Роль                                   | Примітки | Дж. |
| --------- | -- | -------------------------------------- | --------------------- | -------------------------------------- | -------- | --- |
| 2000      | ф  | Нескорений                             | Олесь Янчук           | Даруся Гусяк «Нуся», зв'язкова УПА     |          |     |
| 2004      | ф  | Залізна сотня                          | Олесь Янчук           | Стефа                                  |          |     |
| 2004      | ф  | Між першою і другою                    | Володимир Мельниченко | аспірантка / мама / Риточка            |          |     |
| 2005      | с  | Дідусь моєї мрії                       | Ігор Забара           | подруга Олени                          |          |     |
| 2005–2006 | с  | Леся+Рома                              |                       | Леся                                   |          |     |
| 2006–2007 | с  | Янгол-охоронець                        | Ігор Забара           |                                        |          |     |
| 2006      | ф  | Жіночі сльози                          |                       | Тетяна Сінєльнікова                    |          |     |
| 2006      | ф  | Битва сонечок                          | Анатолій Матешко      | епізод                                 |          |     |
| 2007      | тф | Кольє для снігової баби                |                       | Кіра                                   |          |     |
| 2007      | тф | Мільйон від Діда Мороза                |                       | Леся                                   |          |     |
| 2007      | ф  | Богдан-Зиновій Хмельницький            |                       |                                        |          |     |
| 2008      | тф | Леся+Рома. Не наїжджай на Діда Мороза! |                       | Леся                                   |          |     |
| 2008      | ф  | Владика Андрей                         | Олесь Янчук           |                                        |          |     |
| 2008      | ф  | Донечка моя                            |                       | Саша                                   |          |     |
| 2008      | с  | Почати спочатку. Марта                 |                       | Валя, секретарка Марти                 |          |     |
| 2008      | ф  | Тато напрокат                          |                       | Соня, подруга Ірини                    |          |     |
| 2008      | с  | Гарні хлопці                           |                       | Віра Григорівна Тємнікова              |          |     |
| 2009      | ф  | Загадай бажання                        |                       | Софія Аркадіївна, подруга Насті        |          |     |
| 2009      | кф | Мудаки. Арабески                       |                       |                                        |          |     |
| 2009      | с  | Акула                                  | Анатолій Матешко      | Слава Корабльова, подруга Інни         |          |     |
| 2009      | с  | Лабіринти брехні                       |                       | Аля, подруга Ольги                     |          |     |
| 2009      | с  | При загадкових обставинах              |                       | Анпаконда                              |          |     |
| 2009      | с  | Територія краси                        | Ігор Забара           | Вероніка Федорівна                     |          |     |
| 2009      | тф | Спокута                                |                       | Світлана, подруга Поліни, дієтологиня  |          |     |
| 2012      | с  | Лист очікування                        |                       | Нонна Гольцова, господиня салону краси |          |     |
| 2013      | с  | Жіночий лікар-2                        |                       | Рита Кузьменко                         |          |     |
| 2013      | с  | Криве дзеркало душі                    |                       | Зіна, дружина Риндіна                  |          |     |
| 2013      | с  | Метелики                               |                       | перукарка                              |          |     |
| 2013      | тф | Камінний гість                         | Анатолій Матешко      | Леся, подруга Елеонори                 |          |     |
| 2013      | с  | Нюхач                                  |                       | Марина, дружина Кононова               |          |     |
| 2014      | ф  | Трубач                                 | Анатолій Матешко      | мати Віталіка                          |          |     |
| 2014      | с  | Пограбування по-жіночому               |                       | Світлана Старостіна                    |          |     |
| 2015      | с  | Останній москаль                       |                       | продавчиня крамниці                    |          |     |
| 2015      | с  | Особистий інтерес                      |                       | Ксюша, продавчиня                      |          |     |
| 2015      | с  | Офіцерські дружини                     |                       | Роза                                   |          |     |
| 2018      | ф  | Таємний щоденник Симона Петлюри        | Олесь Янчук           | Ольга Петлюра, дружина Симона Петлюри  |          |     |
| 2018      | ф  | Брама                                  |                       | Баба Пріся                             |          |     |
| 2018      | с  | Дві матері                             |                       | Ніна Борисова                          |          |     |
| 2019      | с  | Подорожники                            |                       | Сусанна                                |          |     |
| 2019      | ф  | Мої думки тихі                         | Антоніо Лукіч         | Галина Ротт                            |          |     |
| 2020      | с  | Секс, інста і ЗНО                      | Антоніо Лукіч         | психологиня                            |          |     |
| 2020      | ф  | Казка старого мельника                 | Олександр Ітигілов    | Параска Забрьоха                       |          |     |
| 2021      | ф  | Все буде ОК!                           | Тарас Бенюк           | мама Лізи                              |          |     |
| 2021      | кф | Майже святий Сєня                      |                       | Лариса                                 |          |     |
| 2021      | ф  | Королі репу                            | Мирослав Латик        | Нінка                                  |          |     |
| 2021      | с  | Дитячий охоронець                      |                       | Рита                                   |          |     |
| 2022      | ф  | Найкращі вихідні                       | Владислав Климчук     | мама Аліси                             |          |     |
| 2022      | ф  | Між нами                               |                       | Анна                                   |          |     |
| 2022      | ф  | Коза Ностра. Мама їде                  | Джованні Дота         | Влада Коза                             |          |     |
| 2022      | кф | Битва за Україну                       |                       |                                        |          |     |
| 2023      | с  | Молода                                 |                       | Віра                                   |          |     |
| 2023      | ф  | БожеВільні                             | Денис Тарасов         | Ірина Лахновська                       |          |     |
| 2023      | ф  | Дім за склом                           |                       |                                        |          |     |
| 2024      | ф  | Смак Свободи                           | Олександр Березань    | Ольга Франко                           |          |     |
| 2024      | ф  | Малевич                                | Дар'я Онищенко        |                                        |          |     |